# Dołomitne
Dołomitne (ukr. Доломітне) – osiedle na Ukrainie, w obwodzie donieckim, w rejonie bachmuckim. W 2001 liczyło 106 mieszkańców.